# كي بلاير
كي بلاير هو مشغل وسائط متعددة يعمل على الواجهة الرسومية كدي، يعتمد كي بلاير على تقنية برنامج إم بلاير في تشغيل ملفات الوسائط المتعددة وهو يعتبر بديله في واجهة كدي.

## المميزات
- تشغيل معظم امتدادات الوسائط المتعددة.
- التنظيم في مجلدات ومكتبات خاصة.
- الاستيراد من روابط ويب أو من أقراص مدمجة أو من التلفاز.
- خيارات غاية في السهولة.

## وصلات خارجية
- موقع كي بلاير الرسمي.